# 品胜
品胜（新三板：834028）是中華人民共和國一家手機配件公司，成立於2003年。2015年10月28日，品勝登錄新三板（834028）。2018年，品胜的無線充電產品和有線數據線充電速度被曝排名較靠後。

## 外部連結
- 官方网站